# Robert Hales (Schatzkanzler)

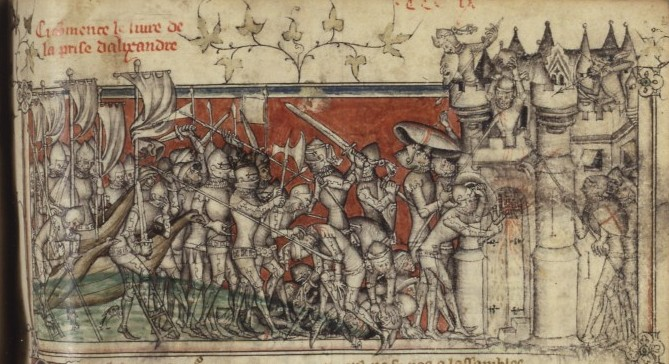
Zeitgenössische Darstellung des Kreuzzugs gegen Alexandria.

Robert Hales (* um 1325 in High Halden, Kent; † 1381 in London) war Prior des Johanniterordens und Lord High Treasurer Englands.
Quellen aus Hales Leben sind nur spärlich überliefert. 1358 hielt er sich für die Johanniter auf Rhodos auf. Im selben Jahr war er Kommandant mehrerer Balleien in England. 1362 war er persönlich wieder in England. Im Jahr 1365 war er einer von hundert Johannitern, die Peter I. von Zypern, bei seinem Versuch Alexandria einzunehmen, beistanden. Der Kreuzzug gegen Alexandria endete mit einem Sieg der Kreuzfahrer, der Plünderung der Stadt und einem Massaker an ihren Bewohnern. Für Hales endete die Unternehmung mit großem persönlichem Ruhm, den er einsetzen konnte, um Karriere in England zu machen.
Hales wurde 1372 zum obersten Prior des Johanniterordens in England bestimmt. Damit hatte er automatisch auch den höchsten Baronsrang des Königreichs inne und kam im Protokoll vor allen anderen Baronen. Als Lord High Treasurer versuchte er, in England eine Kopfsteuer einzuführen, und machte sich über diese Versuche im Volk äußerst unbeliebt. Hales wurde 1381 während des Bauernaufstands von den englischen Rebellen um Wat Tyler ermordet. Diese hatten den Tower of London gestürmt, Hales und seine Begleitung aus der Festung gestürmt und richteten Hales unmittelbar darauf auf dem Tower Hill hin.